# U.S. National Championships 1960
Gli U.S. National Championships 1960 (conosciuti oggi come US Open) sono stati la 80ª edizione degli U.S. National Championships e quarta prova stagionale dello Slam per il 1960. I tornei di singolare e doppio misto si sono disputati al West Side Tennis Club nel quartiere di Forest Hills di New York, quelli di doppio maschile e femminile al Longwood Cricket Club di Chestnut Hill, negli Stati Uniti.
Il singolare maschile è stato vinto dall'australiano Neale Fraser, che si è imposto sullo connazionale Rod Laver col punteggio di 6–4, 6–4, 9–7. Il singolare femminile è stato vinto dalla statunitense Darlene Hard, che ha battuto in finale in tre set la brasiliana Maria Bueno. Nel doppio maschile si sono imposti Neale Fraser e Roy Emerson. Nel doppio femminile hanno trionfato Maria Bueno e Darlene Hard. Nel doppio misto la vittoria è andata a Margaret Osborne duPont, in coppia con Neale Fraser.

## Seniors

### Singolare maschile
Neale Fraser ha battuto in finale  Rod Laver con il punteggio di 6–4, 6–4, 9–7.

### Singolare femminile
Darlene Hard ha battuto in finale  Maria Bueno con il punteggio di 6–4, 10–12, 6–4.

### Doppio maschile
Neale Fraser /  Roy Emerson hanno battuto in finale  Rod Laver /  Bob Mark con il punteggio di 9–7, 6–2, 6–4.

### Doppio femminile
Maria Bueno /  Darlene Hard hanno battuto in finale  Ann Haydon-Jones /  Deidre Catt con il punteggio di 6–1, 6–1.

### Doppio misto
Margaret Osborne duPont /  Neale Fraser hanno battuto in finale  Maria Bueno /  Antonio Palafox con il punteggio di 6–3, 6–2.